# Thomas Udall
Thomas Udall (ur. 18 maja 1948 w Tucson, Arizona) – amerykański polityk, członek Partii Demokratycznej.
W latach 1999–2009 był przedstawicielem trzeciego okręgu wyborczego w stanie Nowy Meksyk w Izbie Reprezentantów Stanów Zjednoczonych. Od 2009 roku zasiada w senacie Stanów Zjednoczonych.
Jego kuzyn, Mark Udall, także zasiada w senacie Stanów Zjednoczonych, jako przedstawiciel stanu Kolorado.